# Augusta av Danmark

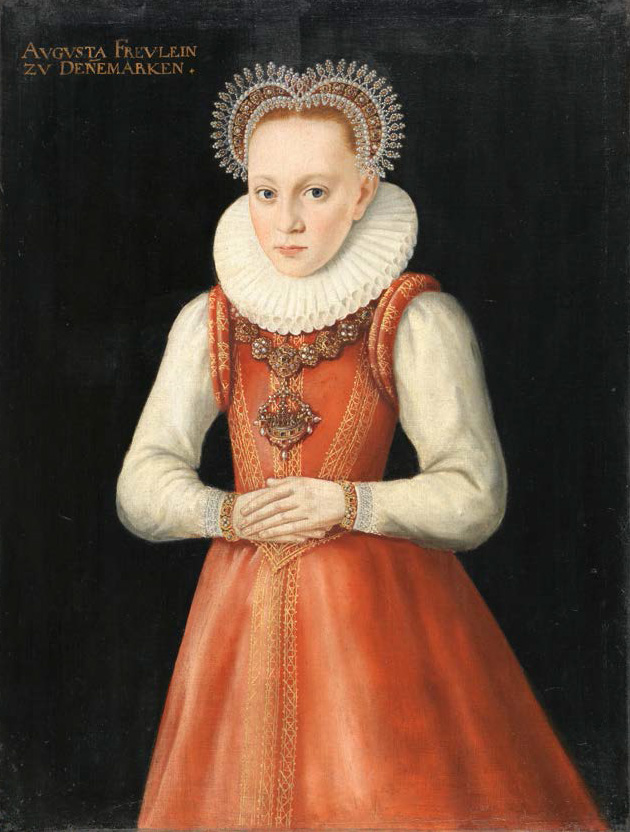
Augusta av Danmark, 1596.

Augusta, född 8 april 1580, död 5 februari 1639, var en dansk prinsessa, hertiginna av Holstein-Gottorp. Dotter till Fredrik II av Danmark och Sofia av Mecklenburg.

## Biografi
Gift i Köpenhamn 30 augusti 1596 med Johan Adolf av Holstein-Gottorp. Relationen med maken var spänd på grund av religiösa motsättningar. Då Johan Adolf 1614 avskedade den lutherske hovprästen Jacob Fabricius och ersatte honom med kalvinisten Cæsar, vägrade Augusta av närvara vid gudstjänsten vid hovet och gick i stället till fots till den lutherska kyrkan i Schleswig. 
Hon blev änka 1616 och anses ha utövat politiskt inflytande under sin sons regeringstid. Som änka levde hon på sitt änkesäte Husum där hon finansierade konst, musik, trädgårdskonst och skolor. Hon gav sitt stöd och sin rekommendation åt författaren Anna Ovena Hoyer, då hon tvingades fly till Sverige undan religiös förföljelse. Hon beskrivs som girig, och hamnade vid moderns död 1631 i konflikt med brodern, Kristian IV, om arvet.

## Barn (i urval)
1. Fredrik III av Holstein-Gottorp född 1597.